# Dennis J. Slamon
Dennis Joseph Slamon (* 6. August 1948 in New Castle, Pennsylvania) ist ein US-amerikanischer Onkologe und Professor an der University of California, Los Angeles.

## Leben
Slamon erwarb 1970 am Washington & Jefferson College in Washington, Pennsylvania, einen Bachelor in Biologie und 1975 an der University of Chicago in Chicago, Illinois, sowohl einen M.D. als auch bei Winston Anderson und Werner Kirsten einen Ph.D. in Zellbiologie. Von 1975 bis 1978 arbeitete Slamon als Assistenzarzt an den University of Chicago Hospitals and Clinics, von 1978 bis 1979 als Oberarzt (Chief Resident). 1978 erwarb er den Facharzt für Innere Medizin (Internist), 1982 den als Facharzt für Onkologie. Seit 1979 arbeitet Slamon in der Hämatologie/Onkologie der University of California, Los Angeles School of Medicine, zunächst als Fellow, dann als Professor (1982 Adjunct Assistant Professor, 1984 Assistant Professor, 1988 Associate Professor, 1993 ordentlicher Professor).
Seit 2013 zählt ihn Thomson Reuters (heute Clarivate Analytics) aufgrund der Zahl seiner Zitationen zu den Favoriten auf einen Nobelpreis (Clarivate Citation Laureates).
Slamon ist verheiratet.

## Wirken
Slamons wichtigsten Arbeiten betreffen den HER2/neu-Rezeptor, einen epidermalen Wachstumsfaktorrezeptoren, der sich stark auf den Tumorzellen von etwa 20 % der Patientinnen mit Brustkrebs findet, und den gegen HER2/neu gerichteten monoklonalen Antikörper Trastuzumab (Handelsname Herceptin), der das Wachstum dieser Zellen hemmt. Slamons Arbeiten sind ein besonders wichtiges Beispiel für die rasche klinische Anwendung der Ergebnisse von Grundlagenforschung. Herceptin stellt insofern einen Paradigmenwechsel in der Krebstherapie dar, als erstmals ein Chemotherapeutikum gezielt gegen spezifische Eigenschaften bestimmter Untergruppen von Tumoren entwickelt werden konnte.
Slamons Leben und seine Bemühungen um die Erforschung des HER2/neu-Rezeptors und um die Möglichkeit der Behandlung mit Herceptin sind 2008 in dem Fernsehfilm Living proof mit Harry Connick junior in der Hauptrolle verfilmt worden.

## Auszeichnungen (Auswahl)
- 2002 Gabbay Award
- 2004 Medal of Honour for Clinical Research der American Cancer Society[3]
- 2006 David A Karnofsky Memorial Award der American Society of Clinical Oncology[4]
- 2006 Warren Alpert Foundation Prize
- 2007 Gairdner Foundation International Award[5]
- 2019 Sjöberg Prize
- 2019 Lasker~DeBakey Clinical Medical Research Award
- 2024 Szent-Györgyi Prize